# Ballyhack
Ballyhack (irisch Baile Hac, auch Baile Each) ist ein kleiner Ort im County Wexford in Irland. Bei der  Volkszählung im Jahr 2022 hatte Ballyhack 211 Einwohner.

## Lage
Ballyhack liegt auf der östlichen Seite des Waterford Harbour. Dies ist der Zusammenfluss der 3 Flüsse Barrow, Suir und Nore, die in Irland auch Die Drei Schwestern genannt werden. Diese weiten sich hier zu einem Ästuar, bevor sie bei Dunmore East in die Keltische See münden.

## Die Burg (Tower House)
In Ballyhack befindet sich eine gut erhaltene normannische Burg (Tower House), die um 1480 herum erbaut wurde. Während der irischen Rebellion von 1641 war sie von den Truppen Oliver Cromwells besetzt und diente als Sammelpunkt für diejenigen, die in ärmere Gegenden wie Connacht umgesiedelt wurden.
In den letzten Jahren wurde sie teilweise restauriert und ist für die Öffentlichkeit geöffnet. Zu sehen sind unter anderem Objekte über die Kreuzzüge und die Normannen sowie das Verlies und der Andachtsraum.

## Sehenswürdigkeiten
Der Ort liegt auf der Hook-Halbinsel. Über den „Ring of Hook“ ist er mit weiteren sehenswerten Orten verbunden.
Neben dem normannischen Tower House gibt es in der Umgebung noch:
- Die ehemalige Zisterziensermönchsabtei Dunbrody Abbey (circa 4 km entfernt).
- Die 1587 erbaute sternförmige Bastion in Duncannon (circa 6 km entfernt).
- Der weltweit älteste noch in Betrieb befindliche Leuchtturm am Hook Head (circa 19 km entfernt).

## Verkehrsanbindung
Ballyhack liegt einen Kilometer von der Regionalstraße R733 entfernt, die den Ort nach Osten mit Wexford und nach Norden mit New Ross verbindet. Die Stichstraße R770 führt davon in den Ort hinein. Für viele 100 Jahre gab es lediglich kleine Boote, die Personen nach Passage East im County Waterford und zurück transportierten. Fuhrwerke und später Autos mussten den langen Umweg über New Ross nehmen. Seit 1982 gibt es aber hier eine Auto- und Personenfähre, die diese beiden Orte im Pendelverkehr verbindet.